# Danny Ward (angielski piłkarz)
Daniel Carl Ward (ur. 11 grudnia 1991 w Bradford) – angielski piłkarz występujący na pozycji napastnika w Cardiff City.